# Johannes Klais Orgelbau
Johannes Klais Orgelbau est une société de conception, de fabrication et de réparation allemande d'orgue, fondée en 1882 par Johannes Klais à Bonn.

## Historique
Johannes Klais étudie la facture d'orgue en Alsace, en Suisse et en Allemagne du sud. Il crée son propre atelier à Bonn en 1882. En 1906, avec son fils Hans, il introduit l'électricité dans ses modèles. Hans prend sa succession en 1925 puis passe la main à son fils, Hans Gerd Klais, en 1965. Philipp Klais, arrière-petit-fils de Johannes, étudie à son tour la facture d'orgue en Alsace et en Allemagne avant de prendre la tête de l'entreprise en 1995. Depuis plus d'un siècle, la société a installé des orgues dans le monde entier.